# R.J. Robertson
Pour les articles homonymes, voir Robertson.
R.J. Robertson est un scénariste et acteur américain né le 24 octobre 1946 à Altadena, Californie (États-Unis), mort le 8 avril 1994 à Los Angeles (Californie).

## Filmographie

### comme scénariste
- 1982 : Mutant
- 1987 : Super nanas II (en) (Big Bad Mama II) de Jim Wynorski
- 1988 : Not of This Earth
- 1990 : Transylvania Twist
- 1990 : The Haunting of Morella
- 1991 : Dar l'invincible 2 (Beastmaster 2: Through the Portal of Time)
- 1992 : Munchie
- 1992 : Final Embrace
- 1993 : Little Miss Millions (en) de Jim Wynorski : Doctor
- 1994 : Munchie Strikes Back
- 1995 : Star Hunter (vidéo)

### comme acteur
- 1970 : Equinox
- 1988 : Not of This Earth : Punker #4
- 1990 : Transylvania Twist : Hans Phull
- 1990 : The Haunting of Morella : Reverend Ward
- 1992 : Munchie : 2nd Policeman